# Паладжано
Паладжа̀но (на италиански: Palagiano; на местен диалект Палашен, Pala'scen) е град и община в Южна Италия, провинция Таранто, регион Пулия. Разположен е на 44 m надморска височина. Населението на града е 16 053 души (към 30 ноември 2010).
Градът е известен за производството си на цитрусови плодове.